# Masurques op. 67 (Chopin)
Les Masurques op. 67 són un conjunt de quatre peces per a piano sol compostes per Frédéric Chopin que es van publicar pòstumament l'any 1855. Una interpretació típica de les quatre masurques dura al voltant de set minuts.